# Robert I. Jewett
Robert Israel Jewett (* 1937 in Providence, Rhode Island; † 30. Juli 2022) war ein US-amerikanischer Mathematiker, der sich besonders mit Kombinatorik und Analysis befasste.
Jewett erhielt seinen Bachelor-Abschluss am Caltech und wurde 1963 bei Karl Stromberg an der University of Oregon promoviert (Partial Differentiation on Abelian Groups). 1963/64 war er am Institute for Advanced Study. Er war seit 1970 Professor an der Western Washington University.
Er ist für den Satz von Hales-Jewett (1963, mit Alfred W. Hales) aus der Ramseytheorie bekannt, bewiesen als er noch ein Student war. Der Satz stellt die Existenz von regulären Strukturen bei genügend hohen Dimensionen sicher und wurde von ihnen für das Beispiel eines verallgemeinerten Spiels vom Tic-Tac-Toe-Typ betrachtet und bewiesen. Spielt man das Spiel auf einem genügend hochdimensionalen Kubus bei vorgegebener Seitenlänge n und Anzahl der Spieler c gibt es immer eine Gewinnlösung (Reihe, Spalte oder Diagonale gleicher Farbe).
Er befasste sich auch mit Kodierungstheorie, Maßtheorie und Ergodentheorie.
1971 gehörte er mit Hales und anderen zu den ersten Empfängern des George-Pólya-Preis.